# Ariza
Ariza (aragónul Fariza) egy község Spanyolországban,  Zaragoza tartományban. Ariza Cihuela, Embid de Ariza, Cetina, Cabolafuente, Monreal de Ariza, Pozuel de Ariza és Bordalba községekkel határos. Lakosainak száma 1082 fő (2024).

## Népesség
A település lakosságának változását az alábbi diagram mutatja:
| Lakosok száma | 1325 | 1312 | 1242 | 1267 | 1227 | 1185 | 1133 | 1115 | 1045 | 1082 |
|               | 2001 | 2004 | 2007 | 2009 | 2012 | 2014 | 2017 | 2019 | 2022 | 2024 |